# 예언서
예언서(공동번역, 가톨릭) 선지서(개신교)는 기독교의 구약성경의 일부로, 히브리 성경으로는 네비임중 후기 예언서와, 케투빔중 다섯 메길로스의 하나인 애가와 다니엘서, 그 외 몇몇 책들이 포함되어있다.
기독교에서 대예언서로 분류하는 책들은 다음과 같다. 공동번역 개정판의 명칭을 사용했다.
- 이사야서
- 예레미야서
- 예레미야애가서
- 에스겔서
- 다니엘서

유대교와 기독교에서 소예언서로 분류하는 책들은 다음과 같다.
- 호세아서
- 요엘서
- 아모스서
- 오바댜서
- 요나서
- 미가서
- 나훔서
- 하박국서
- 스바냐서
- 학개서
- 스가랴서
- 말라기서